# 徐憲 (天順舉人)
徐宪，浙江開化縣人，明朝政治人物。

## 生平
天順三年（1459年）己卯科舉人。成化年間任直隸崇明县知县一职。成化八年（1472年）官廣東潮陽縣知縣。